# Fisher Bastion
Die Fisher Bastion ist ein 2650 m hohes  und rechteckiges Massiv im ostantarktischen Viktorialand. Sie ragt 7 km südöstlich des Mount Huggins in der Royal Society Range zwischen den oberen Abschnitten des Potter-Gletschers und des Foster-Gletschers auf.
Das Advisory Committee on Antarctic Names benannte sie 1994 nach Commander Dwight David Fisher (* 1945) von der United States Navy, Kommandeur der Unterstützungseinheiten der US Navy  in Antarktika von 1987 bis 1989.